# Daniel Garbade

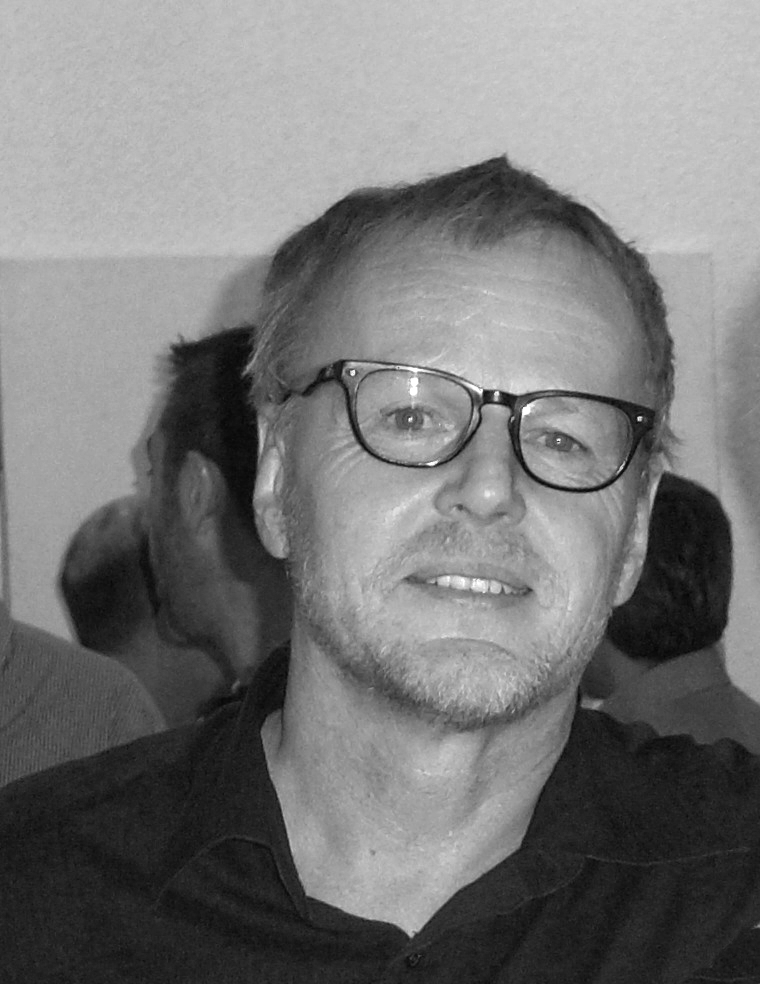
Daniel Garbade (2015)

Daniel Garbade (Taufname) oder auch Daniel Nicolas (* 26. Februar 1957 in Zürich) ist Kunstmaler, Illustrator, Requisiteur beim Film und Verleger. 

## Leben
Er lebt seit 1983 (mit Unterbrechung zwischen 2011 und 2015), in Mascaraque, Kastilien La-Mancha, Spanien, wo er 2023 die spanische Staatsbürgerschaft erlangte. Garbade ist schweizerisch-kubanischer Herkunft, er wurde auf dem Bürgli in Zürich geboren und ist der Sohn von Bernhard R. Garbade und Ariane U. Garbade-Lachenal. Er ist Urgrossneffe von Adrien Lachenal, Enkel von Paul Lachenal und Theodore Garbade, und Urenkel von Ferdinand Heydrich.

## Leben und Werk
Garbade gehört zu den spanischen Post-Expressionisten, die sich während der Movida madrileña dem Pop Art und Comics zuwandten. Zeichnerisch ist sein Strich persönlich und minimalistisch. Der Schriftsteller Alvaro Pombo verwendete für ihn erstmals den Begriff „garbatear“. Seine Portraits sind melancholisch und humorvoll, sie zeigen den Menschen in seinem Kern; Nobelpreisträger José Saramago beschrieb es folgendermassen: „Garbade zeigt uns die Menschlichkeit, dort wo sie sich entfaltet und verkleidet.“ Bekannt sind seine Portraits von Nancy Cunard, Juan Carlos l, Rodriguez Zapatero, Kofi Annan oder Pedro Almodóvar. Sein Bild des nackten Papstes Benedikt XVI fand 2006 Aufmerksamkeit und wurde auf Antrag der Schweizer Botschaft von seiner Ausstellung entfernt. 1987 beteiligte er sich als Mitbegründer der Zeitschrift Signos an der Veröffentlichung von Gedichten. 
Im Auftrag der Dadaisten des Cabaret Voltaire entwarf er die Grabtafel des Grabes von Michail Bakunin im Bremgartenfriedhof, Bern. Die Stadt Toledo in Spanien lud Garbade ein seine Plastiken im Oratorio de San Felipe Neri auszustellen.

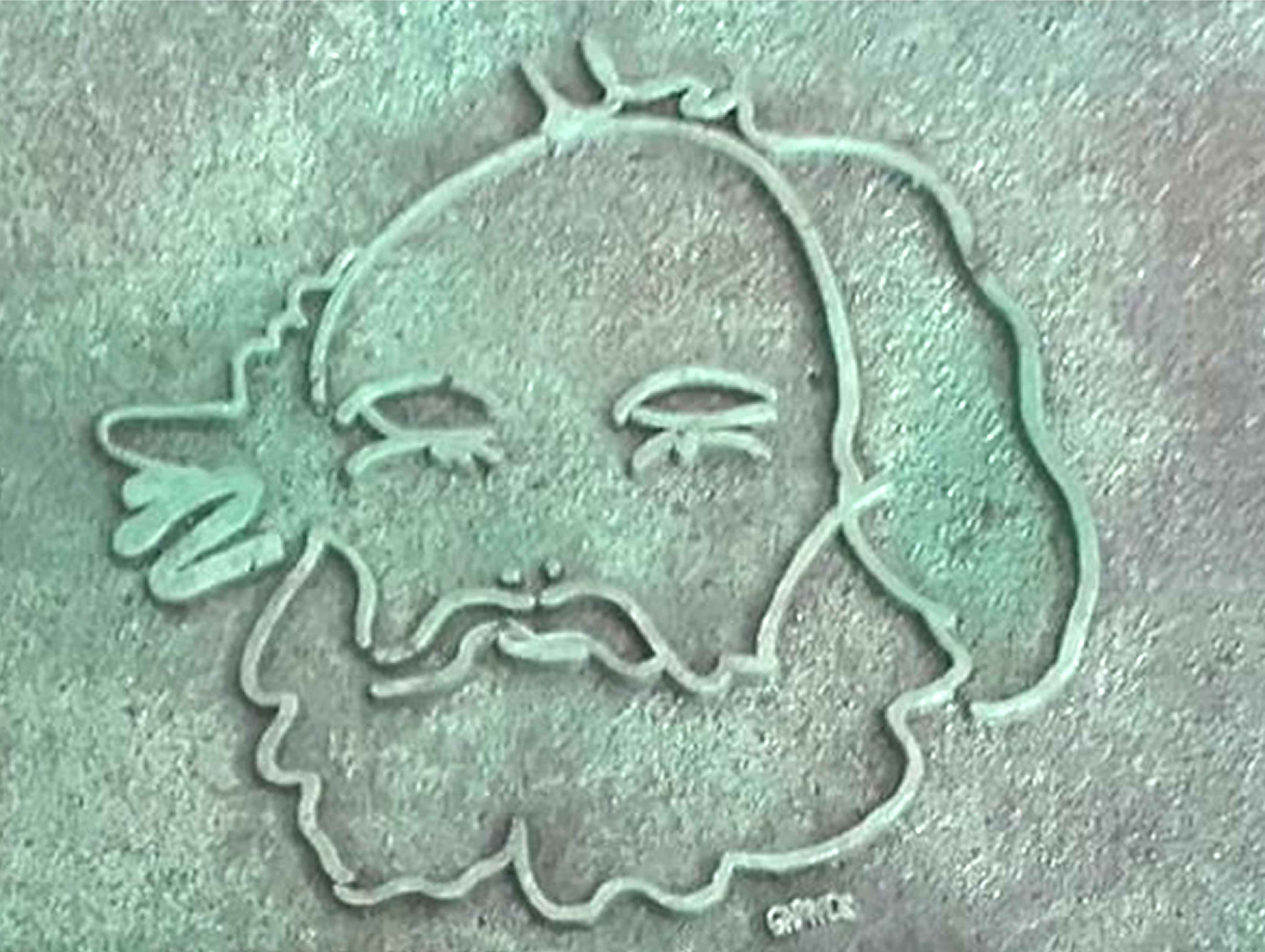
Bronze von Garbade auf dem Grab von Michail Bakunin in Bern

## Ausstellungen (Europa)
2018, 2020 und 2021 wurde er eingeladen, seine Photographien im Rahmen des Festivals PhotoEspaña Madrid auszustellen. 2018 zeigte die Stadt Toledo seine Ausstellung En Cama con Greco y Picasso im Museum der Kirche de San Sebastián. Das Institut des cultures arabes et méditerranéennes in Genf und die Fundación Tres Culturas in Sevilla zeigten seine Werke im Rahmen der Ausstellung: Runter in den Süden, Al-Andalus. 2021 zeigt Garbade Werke in der Ausstellung spanischer Künstler im Moskauer Haus der Nationalitäten. 2023 zeigen seine Werke das Museum Zapadores Ciudad del Arte, Madrid und das Stadtmuseum von Alcázar de San Juan.

## Ausstellungen (Südamerika)
Durch seine Familie hat der Künstler enge Beziehungen zu Südamerika und Kuba, Garbade's Grossmuter Aída stammte aus Matanzas, Kuba. Mexiko zeigte seine Werke im Museum Nacional del Tequila von Jarisco (2021), dem Museo Interpretativo del Paisaje Agavero y la Minería (2022) und der Galerie Kin (1993) in Mexiko DF. 2021 zeigt Garbade Werke in den Ausstellungen zur Zweihundertjahrfeier der Unabhängigkeit Perus in der Casa Museo Mario Vargas Llosa von Arequipa und dem Cervantes-Institut in Esquivias, Toledo (2021). Das Museo de Arte Contemporáneo de Cusco zeigt seine Werke in der Ausstellung "Sumaq Peru", 2022. Die Stiftung Fundación Ludwig de Cuba lud den Künstler im Mai 2022 ein seine Werke über seine Herkunft in ihrer Galerie in Havana und im Zentrum de Künste von Matanzas, der Galería Pedro Esquerré in zwei Ausstellungen gleichzeitig vorzustellen.

## Engagements
Als Verfechter der Rechte Homosexueller arbeitete er für die American Foundation for AIDS Research (AmfAR) gegen AIDS und die Fundation Triangulo in Madrid, wo er in diversen Schriften wie Orientaciones Texte illustrierte. In der Ausstellung und dem Buch Cosas de casados, veröffentlichte er zum Thema Homosexualität in der Kunst zusammen mit David Hockney und Tom of Finland seine Zeichnungen. In den Büchern La loca adventura de vivir, La pequeña muerte und Reload, schlug er das Thema an. 2022 wurde Garbade von der Schweizer Botschaft in Indien eingeladen über Homosexuelle Kunst zu referieren. In der öffentlichen Diskussion sprach er mit Kuratorin D. Alka Pande, dem LGBTQ+ Aktivisten und Anwalt Saurabh Kirpal, sowie dem Leiter des Humsafar Trust Vivek Raj Anand.
Seine Hochzeit (2006) war die erste gleichgeschlechtliche Ehe in Mascaraque.
Mit den Schriftstellern Rafael Alberti, Vicente Molina Foix, José Saramago, Luis Antonio de Villena, Jesús Ferrero und Leopoldo Alas kreierte er das Buch Côctel und die gleichnamige Ausstellung zum Thema Toleranz 1996 im Kloster San Ildefonso (Toledo). Ausgewählt wurde die Stadt Toledo, in deren Geschichte Muslime, Christen und Juden friedlich zusammenlebten. Unterstützt wurde die Ausstellung durch den Vize-Direktor der UNESCO und die Schweizer Botschaft.
Garbade schaffte seit 1983 Impulse für die Interkulturelle Zusammenarbeit zwischen der Schweiz und Spanien. So brachte er die ersten Schweizer Galerien an die Kunstmesse ARCO und kooperierte in den Schweizer Wochen von Madrid 1988 an der Seite von Werner Bischof und John Armleder im Museo Reina Sofia, Círculo de Bellas Artes und weiteren Galerien. 2012 wurde er zu den Ausstellungen Hispano-Suizo in Zürich, und 2014 zu Hispano -Suizo Madrid eingeladen. Als Kurator leitete er zusammen mit Nicole Herzog und Hugo Wirz die Ausstellung Desayuno para Inmigrantes über die Einwanderung Schweizer Künstler in Spanien. 1989 half er François Lachenal zur Ausstellung in Genf: du Greco a Goya, eine Hommage an die Sicherstellung der Werke des Museo del Prado während des Spanischen Bürgerkrieges.

## Film
Seit 1979 arbeitete Garbade als Aufnahmeleiter und später als Requisiteur für Werbe- und Spielfilme bei Condor Films, Barney, Tardio & Melsky, Warner Bros, TF1 und der The Ladd Company; darunter für Filme wie "Am Rande des Abgrunds" von Fred Zinnemann oder "Der Maulwurf" von Yves Boisset.

## Werke in öffentlichen Sammlungen
Im Dezember 2024 spendete die Stiftung Ludwig-Stiftung von Kuba zehn Werke von Garbade an das Museo de Arte de Matanzas in Kuba.
- Peyer Fine Art, Zürich
- Museo de la Hermandad, Toledo
- Spanische Nationalbibliothek
- Kunstsammlung  des Bundes, BAK, Schweiz
- Musee de la Ville de Geneve, Schweiz
- Museo Postal y Telegráfico, Madrid
- Metro, Madrid[20]
- Sammlung Gloria Kirby, Tanger, Marokko
- Ateneo von Madrid[21]
- Museo Nacional del Tequila, Spanien
- Institut des cultures arabes et méditerranéennes, Genf
- Moskauer Haus der Nationalitäten, Moskau, Russland
- Fundación Tres Culturas, Sevilla, Spanien
- Casa Museo Mario Vargas Llosa, Arequipa, Peru
- Museo de Arte Contemporáneo de Cusco
- La Maison d’Eros
- Stadtmuseum von Alcázar de San Juan
- Museum Zapadores, Ciudad del Arte